# 곤경에 빠진 아가씨
곤경에 빠진 아가씨(영어: Damsel in distress 댐즐 인 디스트레스[*]), 붙잡힌 공주님(일본어: 捕らわれの姫君)은 영화·소설 등에서 다용되는 캐릭터 유형·모티프다. 
윗 스틸만(Whit Stillman) 감독의 2011년 공개의 미국 영화 DAMSELS IN DISTRESS(한국명 「방황하는 소녀들」)가 있지만, 이것은 대학을 배경으로 여대생들을 주인공으로 한 코메디이다.

## 개요

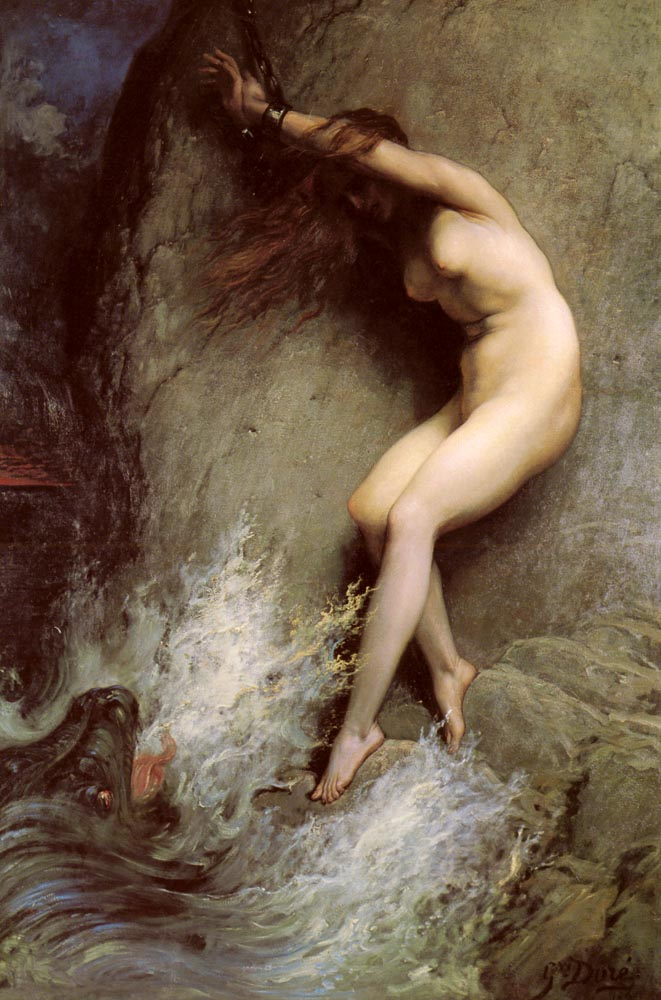
귀스타브 도레에 의한 안드로메다

신화 유형은 안드로메다 형태 신화의 영웅담에 많이 등장한다. DID는 젊은 미혼의 여성인 경우가 많다. 영웅이 구출하는 대상으로 한 모티프이며, 유명한 예로서는, 안드로메다(그리스 신화), 쿠시나다히메 (일본 신화 /야마타노오로치 퇴치) 등이 있다. 이 유형은 중세의 이야기로부터 현대의 소설·영화·만화·애니메이션 등에도 인계되고 있다(전형예로서 영화 「스타 워즈 시리즈」의 레이아 공주 등).

## 특징
이러한 여성은 젊고 매력적이며, 악한·괴물·이성인 등에게 가로채져서 위기에 빠지는 것이 많다. 많게는 그 때에 줄이나 구속도구로 속박되어 혹은 우리에 넣어져 또는 감시 첨부의 연금 상태로 자유를 빼앗기고 있는 것이 대부분이다. 구출되었을 경우에 주인공과 사랑에 빠지는 것도 적지 않다. 서부극 등에서 많이 볼 수 있던 이러한 히로인상은, 그 후의 활극에도 여러 가지 형태로 이용되고 있다.

## 현실 세계에서의 DID
DID는 지극히 다용되는 유형이기 때문에, 현실 세계의 사건을 거듭해 맞추어 버리는 것이 자주 일어난다. 그 전형예는 이라크 전쟁으로의 제시카 린치 구출극이다. 미국에서는 보도가 과열해, DID적인 TV영화(" Saving Jessica Lynch")가 제작되는 소란까지 되었다.

## 페티시로서의 DID

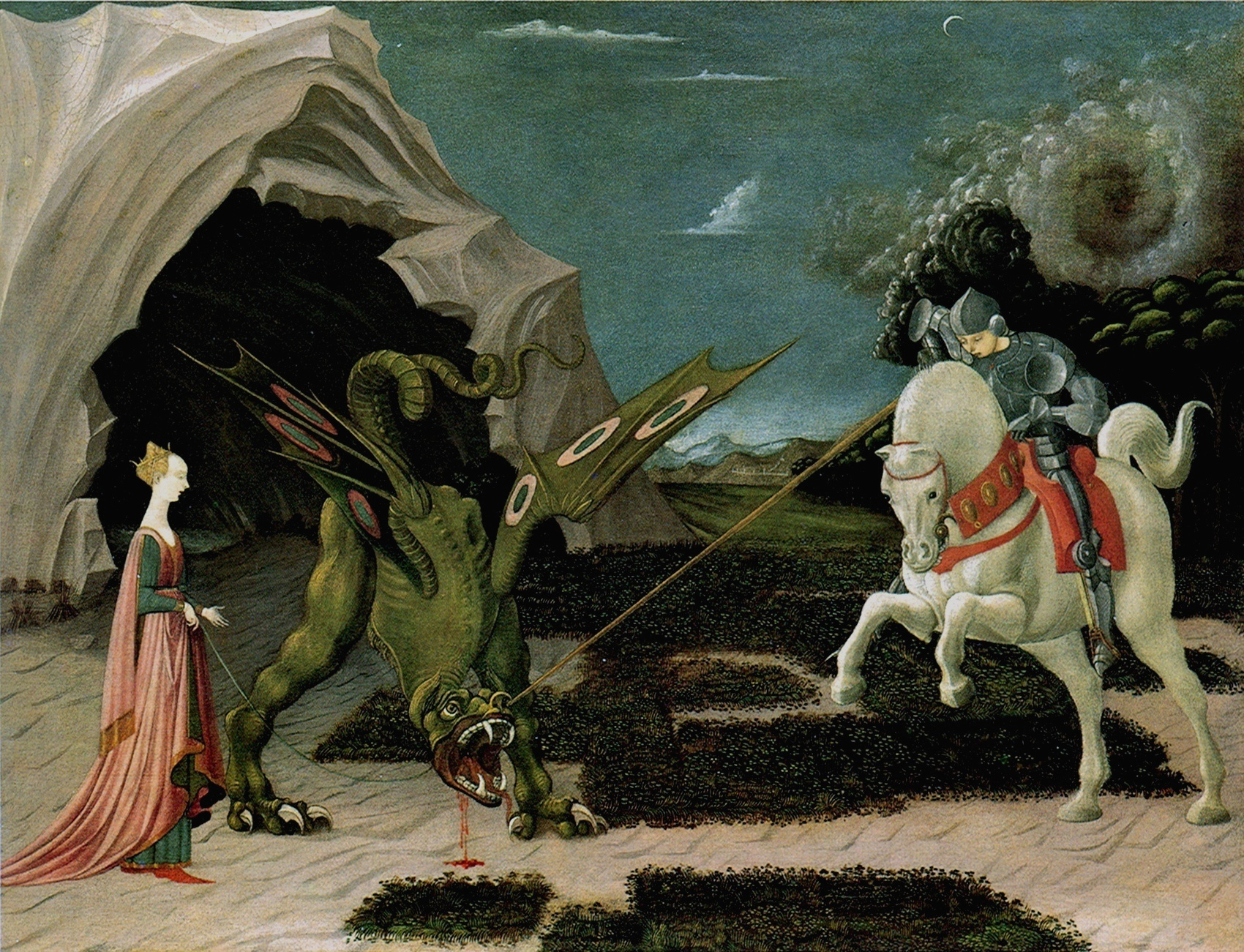
게오르기우스의 드래곤 퇴치

인물 유형으로서의 Damsel in distress 및, 위기에 빠진 여성이라는 상황에 대해, 현저한 흥미를 끌리는 사람들이 존재하고 있다.
많은 영화나 텔레비전 드라마 등에서 이러한 장면이 등장하지만, 존 윌리나 아빙 크로우들이 출판한 많은 노예 매거진, 노예 코믹은 이러한 기호를 보다 페티시인 물건으로 승화시켰다. 1950년대에 그들의 출판한 잡지 「Bizarre」 등에는 의복을 입은 채로 구속된 미녀(출판 규제도 있어 No Nude No Sex였다)가 대부분 실려 비탄에 빠진 소녀만을 자르고 있었다.

## 같이 보기
- 성적 롤 플레이